# Caudron G.3
De Caudron G.3 was een Franse dubbeldekker trainer en verkenningsvliegtuig dat werd geproduceerd door vliegtuigfabriek Caudron. De eerste vlucht van het eenmotorige G.3 toestel was eind 1913. Er zijn er ongeveer 2450 van gebouwd.
Het ontwerp van de Caudron G.3 bestond uit een romp in de vorm van een korte kuip met voorin de motor en daarachter de cockpit. Vanuit de vleugels liepen twee staartbomen naar achteren waaraan de staartvlakken waren bevestigd. De G.3 was geen echte tweedekker, maar een sesquiplane (anderhalfdekker). De maximum vliegduur was 4 uur.

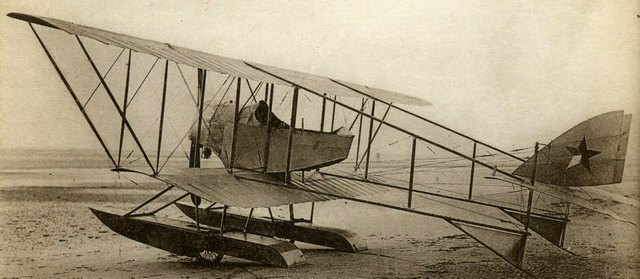
Caudron G.3 als Chinees watervliegtuig

De Caudron G.3 werd tijdens de Eerste Wereldoorlog ingezet als trainingsvliegtuig en verkenner. De G.3 was meestal onbewapend, hoewel er soms een licht machinegeweer en een paar bommen werden meegenomen. Er bestaat zelfs een versie als Chinees watervliegtuig. Het vliegtuig heeft dienst gedaan in de luchtstrijdkrachten van 28 landen.

## Varianten
- A2 – Meest geproduceerde versie van de Caudron G.3. Werd ingezet als artillerie verkenner in Europa, Rusland en het Midden-Oosten.
- D2 – Tweezitter trainer met dubbele besturing
- E2 – Basis-trainingstoestel
- R1 – Rouleur trainingstoestel om uitsluitend mee te taxiën
- L2 – Versie met een krachtiger Anzani 10 stermotor van 75 kW (100 pk)

In Duitsland werd door de firma Gotha een aantal Caudron G.3 exemplaren gebouwd onder de naam Gotha LD.3 en Gotha LD.4 (Land Doppeldecker).

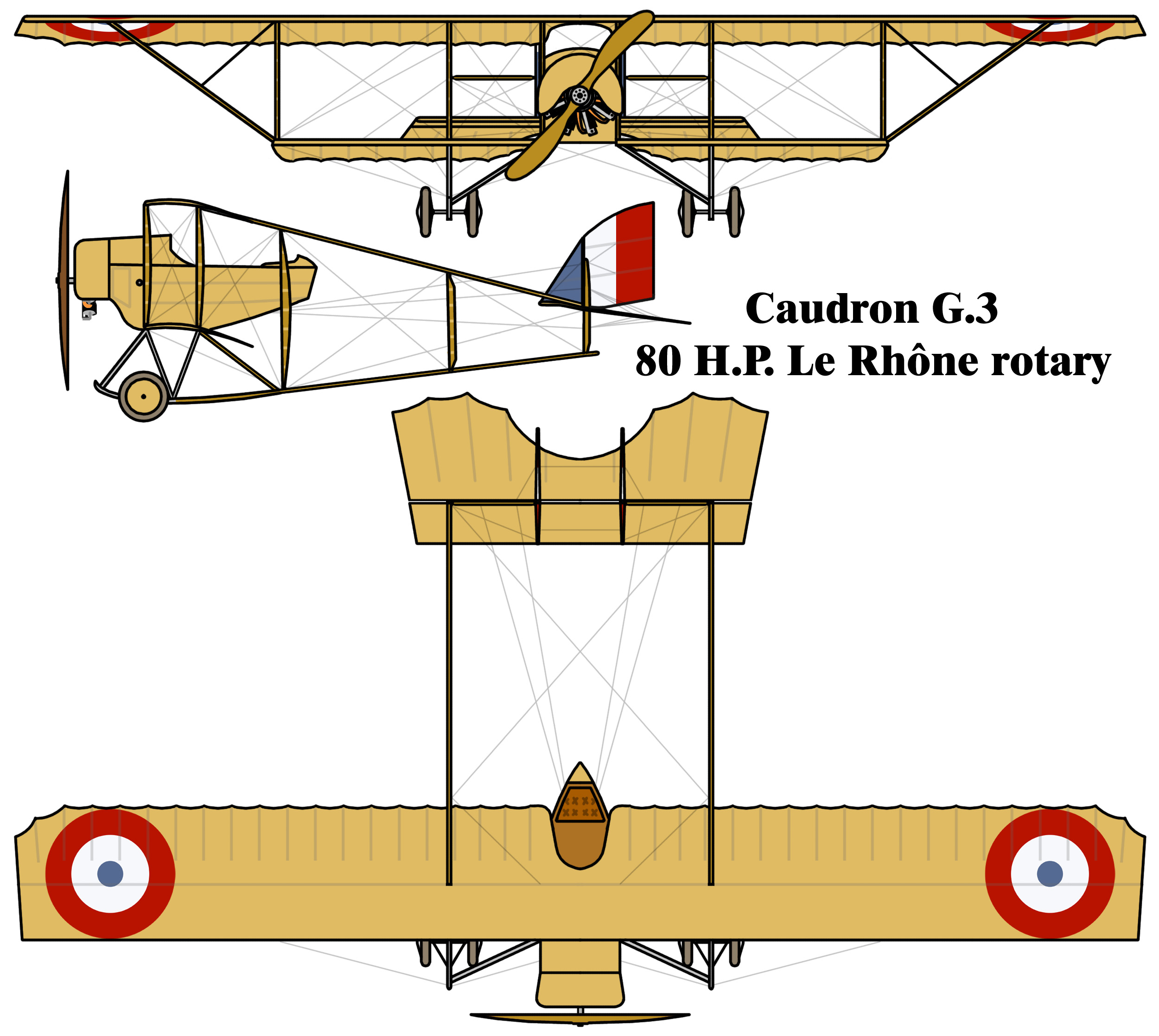
Caudron G.3 ingekleurde ontwerptekening